# Josh Hmami
Joshua Majid Hmami (sinh ngày 22 tháng 3 năm 2000) là một cầu thủ bóng đá người Anh thi đấu ở vị trí tiền vệ cho The New Saints.

## Sự nghiệp câu lạc bộ
Ngày 30 tháng 12 năm 2017, Hmami ra mắt cho Accrington Stanley trong trận đấu tại EFL League Two trước Grimsby Town, thay cho Billy Kee trong chiến thắng 3–0.
Vào tháng 5 năm 2018 anh gia nhập The New Saints ở Welsh Premier League.

## Thống kê sự nghiệp
Tính đến trận đấu diễn ra ngày 30 tháng 12 năm 2017.
| Câu lạc bộ          | Mùa giải            | Giải vô địch        | Giải vô địch | Giải vô địch | FA Cup | FA Cup | EFL Cup | EFL Cup | Khác | Khác | Tổng cộng | Tổng cộng |
| Câu lạc bộ          | Mùa giải            | Hạng đấu            | Trận         | Bàn          | Trận   | Bàn    | Trận    | Bàn     | Trận | Bàn  | Trận      | Bàn       |
| ------------------- | ------------------- | ------------------- | ------------ | ------------ | ------ | ------ | ------- | ------- | ---- | ---- | --------- | --------- |
| Accrington Stanley  | 2017–18             | League Two          | 1            | 0            | 0      | 0      | 0       | 0       | 0    | 0    | 1         | 0         |
| Tổng cộng sự nghiệp | Tổng cộng sự nghiệp | Tổng cộng sự nghiệp | 1            | 0            | 0      | 0      | 0       | 0       | 0    | 0    | 1         | 0         |